# Alfred Boix Pastor
Alfred Boix i Pastor (Gandia, 1967) és un polític socialista valencià, ha estat alt càrrec als diversos governs de la Generalitat Valenciana presidits pel socialista Ximo Puig així com diputat a les Corts Valencianes i al Congrés dels Diputats en diverses legislatures.

## Biografia
Estudià Graduat Social a la Universitat de València i milita al PSPV-PSOE, del qual és responsable a la comarca de La Safor. Ha estat regidor a l'ajuntament de Gandia de 1991 a 2011, any en el qual el PSPV perdé les eleccions locals per primera vegada des de 1983. Boix fou elegit diputat per la circumscripció de València a les eleccions generals espanyoles de 1996 i ha estat diputat provincial des del 2003 al 2011. Fou diputat a les Corts Valencianes a la VIII i IX legislatura.
A gener de 2013, va ser notícia per ser un dels 7 diputats de les Corts Valencianes (5 del PSOE, 2 del PP) que mai no havia intervingut a cap debat. En el seu cas, Boix destacava perquè tampoc no havia intervingut en cap de les comissions de les que és membre.
Al si del PSPV, Alfred Boix ha ostentat diversos càrrecs com el de secretari general de l'agrupació comarcal del partit a la Safor o el de secretari d'organització nacional de la comissió gestor del PSPV, sota la direcció de Joan Lerma. Al XII Congrés Nacional del partit, el nou secretari general Ximo Puig el nomenà novament secretari d'organització del PSPV.
El 2019 és nomenat Secretari autonòmic de Promoció Institucional i Cohesió Territorial del Consell de la Generalitat Valenciana presidida per Ximo Puig, departament que es va reorganitzar el febrer de 2022 incorporant les responsabilitats en comunicació i prospectiva del gabinet de govern.